# سي. إتش. سكوت
سي. إتش. سكوت هو سياسي أمريكي، (ولد في أروو روك في الولايات المتحدة 1860  م). انتخب عضو مجلس نواب واشنطن ‏.